# Alberto Elli
Alberto Elli (Giussano, 9 maart 1964) is een Italiaans voormalig wielrenner. Tegenwoordig is hij ploegleider.

## Overwinningen
1992
- Eindklassement Trofeo dello Scalatore
- Trofeo dello Scalatore 1
- 2e etappe Hofbrau Cup
- Eindklassement Hofbrau Cup
- 4e etappe Ronde van Luxemburg

1993
- Milaan-Vignola
- Trofeo dello Scalatore 3
- Trofeo Matteotti

1994
- Eindklassement Boland Bank Tour

1995
- Criterium d'Abruzzo

1996
- GP Città di Camaiore
- 1e etappe Ronde van Luxemburg
- Eindklassement Ronde van Luxemburg

1997
- Eindklassement Grand Prix du Midi Libre

1998
- 3e etappe Ronde van Murcia
- 5e etappe Ronde van Murcia
- Eindklassement Ronde van Murcia
- 4e etappe Ronde van het Baskenland

2000
- 1e etappe Rapport Toer
- Eindklassement Ronde van Luxemburg
- 1e etappe Ronde van Zwitserland (ploegentijdrit)
- GP van Wallonië

## Resultaten in voornaamste wedstrijden
| Jaar | Ronde van Italië | Ronde van Frankrijk | Ronde van Spanje |
| ---- | ---------------- | ------------------- | ---------------- |
| 1987 | 36e              |                     |                  |
| 1988 | 86e              |                     |                  |
| 1989 | opgave           |                     |                  |
| 1990 |                  | 72e                 |                  |
| 1991 |                  | 91e                 |                  |
| 1992 |                  | 28e                 |                  |
| 1993 |                  | 17e                 |                  |
| 1994 |                  | 7e                  |                  |
| 1995 | 30e              | 33e                 |                  |
| 1996 |                  | 15e                 |                  |
| 1997 |                  | 30e                 |                  |
| 1998 |                  | 29e                 |                  |
| 1999 |                  | 17e                 |                  |
| 2000 |                  | 84e                 |                  |
| 2001 | 54e              |                     | 39e              |
| 2002 |                  |                     |                  |

| Jaar | Milaan-San Remo | Ronde van Vlaanderen | Amstel Gold Race | Luik-Bast.‑Luik | Ronde van Lombardije | Waalse Pijl | Parijs-Tours | Clásica San Sebastián |  | WK op de weg |  | Wereldranglijsten |
| ---- | --------------- | -------------------- | ---------------- | --------------- | -------------------- | ----------- | ------------ | --------------------- |  | ------------ |  | ----------------- |
| 1987 | 152e            |                      |                  |                 | 15e                  |             |              |                       |  |              |  |                   |
| 1988 | 111e            |                      |                  |                 |                      |             |              |                       |  |              |  |                   |
| 1989 |                 |                      | 90e              | 107e            | 50e                  |             |              |                       |  |              |  |                   |
| 1990 |                 |                      | 46e              | 104e            |                      | 61e         |              |                       |  |              |  |                   |
| 1991 |                 |                      |                  | 98e             | 101e                 | 71e         | 143e         |                       |  |              |  |                   |
| 1992 |                 |                      |                  |                 |                      |             | 58e          | 17e                   |  | 43e          |  |                   |
| 1993 | 75e             |                      | 68e              |                 |                      |             | 71e          |                       |  | 48e          |  |                   |
| 1994 | 44e             |                      |                  | 10e             | 45e                  |             |              | 52e                   |  |              |  |                   |
| 1995 |                 |                      | 6e               |                 | 32e                  | 68e         |              | 17e                   |  |              |  | 14e (UWB)         |
| 1996 |                 |                      |                  |                 | 20e                  |             | 90e          | 6e                    |  |              |  |                   |
| 1997 | ↑               |                      | 43e              | 40e             |                      | 97e         |              | 16e                   |  |              |  | 9e (UWB)          |
| 1998 | 10e             | 41e                  | 9e               | 21e             |                      | ↑           | 81e          | 22e                   |  |              |  | 18e (UWB)         |
| 1999 | 91e             |                      | 31e              |                 |                      |             |              | 13e                   |  |              |  |                   |
| 2000 |                 |                      | 83e              | 85e             |                      | 51e         |              |                       |  |              |  |                   |
| 2001 | 86e             |                      |                  |                 |                      | 74e         |              | 40e                   |  |              |  |                   |
| 2002 | 111e            |                      |                  |                 |                      |             |              |                       |  |              |  |                   |